# Ironman Hawaï 1978
De Ironman Hawaï 1978 is een triatlon die op zaterdag 18 februari 1978 werd gehouden. Het wereldkampioenschap triatlon Ironman Afstand (3,86 km zwemmen - 180,2 km fietsen - 42,195 km hardlopen) wordt jaarlijks gehouden bij de Ironman Hawaï.
Voor de eerste editie van de Ironman Hawaï schreven zich achttien deelnemers in, waarvan er vijftien aan de start verschenen. Het inschrijfgeld bedroeg drie dollar. De start vond plaats op het strand van Waikiki. Pas bij de Ironman Hawaï 1982 (vierde editie) verschoof het evenement naar het eiland Hawaï in Kailua-Kona.
De wedstrijd bestond uit een gemêleerd gezelschap. De winnaar Gordon Haller was taxichauffeur op het eiland en sportte zo'n 40 uur per week. De nummer twee John Dunbar was een soldaat bij de Navy SEALs. Er waren ook minder getrainde deelnemers. Zo had Sterling Lewis, die als vijfde eindigde, nog nooit meer dan 10 - 15 mijl gefietst.

## Uitslagen

### Mannen
| rang   | naam              | land | totaaltijd | zwemmen | fietsen  | lopen   |
| ------ | ----------------- | ---- | ---------- | ------- | -------- | ------- |
| Goud   | Gordon Haller     | USA  | 11:46.00   | 1:20.40 | 6:56.00  | 3:30.00 |
| Zilver | John Dunbar       | USA  | 12:20.27   | 1:00.15 | 7:04.00  | 4:03.00 |
| Brons  | Dave Orlowski     | USA  | 13:59.13   | 1:09.15 | 7:51.00  | 4:59.00 |
| 4      | Ian Emberson      | USA  | 14:03.25   | 1:01.40 | 7:47.00  | 5:15.00 |
| 5      | Sterling Lewis    | USA  | 14:04.35   | 1:02.30 | 7:47.00  | 5:15.00 |
| 6      | Tom Knoll         | USA  | 14:45.11   | 2:13.05 | 8:19.00  | 4:13.00 |
| 7      | Henry Jr. Forrest | USA  | 15:30.14   | 1:36.42 | 8:47.00  | 5:06.00 |
| 8      | Frank Day         | USA  | 16:38.31   | 1:44.20 | 8:45.00  | 6:09.00 |
| 9      | John Collins      | USA  | 17:00.38   | 1:31.15 | 9:15.00  | 6:14.00 |
| 10     | Archie Hapai      | USA  | 17:24.22   | 0:57.35 | 8:06.00  | 8:20.00 |
| 11     | Dan Hendrickson   | USA  | 20:03.28   | 1:35.35 | 11:39.00 | 6:48.00 |
| 12     | Harold Irving     | USA  | 21:00.38   | 1:05.30 | 11:04.00 | 8:08.00 |

### Vrouwen
- Geen

1978 · 
1979 · 
1980 · 
1981 · 
1982 (feb.) · 
1982 (okt.) · 
1983 · 
1984 · 
1985 · 
1986 · 
1987 · 
1988 · 
1989 · 
1990 · 
1991 · 
1992 · 
1993 · 
1994 · 
1995 · 
1996 · 
1997 · 
1998 · 
1999 · 
2000 · 
2001 · 
2002 · 
2003 · 
2004 · 
2005 · 
2006 · 
2007 · 
2008 · 
2009 · 
2010 · 
2011 · 
2012 · 
2013 · 
2014 · 
2015 · 
2016 · 
2017 · 
2018 · 
2019